# The Platinum Collection (Stadio)
The Platinum Collection è la settima raccolta degli Stadio, pubblicata in CD da EMI Italiana e Capitol Records (catalogo 50999 514182 2 9) il 9 novembre 2007 e resa disponibile per il download in formato digitale l'11.
Raggiunge la posizione numero 45 nella classifica italiana. Nel 2010 raggiunge la posizione numero 2 nella classifica dei download digitali di album italiani.
Subito dopo la pubblicazione del cofanetto, il 17 novembre è iniziato il Platinum tour, terminato l'ultimo giorno dell'anno successivo, il 2008.

## Il disco
Comprende tre CD, ciascuno dei quali è dedicato ad una specifica sezione: Ballate, Pop Rock d'autore e Live.

## I brani
Guardami - Inedito
Presente nel terzo CD, che contiene i pezzi dal vivo, è stato eseguito il 1º marzo al Festival di Sanremo 2007 nella serata delle rivisitazioni dei brani, in duetto con la cantante portoghese Teresa Salgueiro dei Madredeus.
La versione studio, eseguita dal gruppo, si trova nell'album Parole nel vento.

## Tracce
Gli autori del testo precedono i compositori della musica da cui sono separati con un trattino. Nessun trattino significa contemporaneamente autori e compositori.
L'anno è quello di pubblicazione dell'album che contiene il brano.
CD 1 - Ballate
1. Sorprendimi – 4:10 (testo: Saverio Grandi – musica: Saverio Grandi, Gaetano Curreri) – 2002
2. Ballando al buio – 4:23 (testo: Bettina Baldassari – musica: Bettina Baldassari, Gaetano Curreri) – 1998
3. Ti mando un bacio – 5:12 (testo: Bettina Baldassari – musica: Bettina Baldassari, Gaetano Curreri) – 1997
4. Il segreto – 5:03 (testo: Saverio Grandi – musica: Saverio Grandi, Gaetano Curreri) – 2002
5. Vorrei – 5:07 (testo: Luca Carboni, Lucio Dalla – musica: Fabio Liberatori) – 1998
6. C'è – 5:15 (testo: Luca Carboni – musica: Fabio Liberatori) – 1998
7. Lo zaino – 3:57 (testo: Vasco Rossi – musica: Gaetano Curreri) – 1999
8. Le mie poesie per te – 5:01 (testo: Giacomo Esposito, Saverio Grandi – musica: Andrea Fornili) – 2005
9. La ragazza col telefonino – 3:30 (testo: Roberto Roversi – musica: Andrea Fornili, Gaetano Curreri) – 2000
10. Segreteria telefonica – 5:38 (testo: Claudio Lolli – musica: Gaetano Curreri) – 1998
11. Un volo d'amore – 4:56 (testo: Bettina Baldassari – musica: Bettina Baldassari, Gaetano Curreri) – 1997
12. Chiaro – 4:04 (testo: Saverio Grandi – musica: Saverio Grandi, Gaetano Curreri) – 2002
13. Mi vuoi ancora – 5:09 (testo: Saverio Grandi – musica: Saverio Grandi, Gaetano Curreri) – 2005
14. Muoio un po' – 4:38 (testo: Saverio Grandi – musica: Justin Currie) – 1998
15. Al tuo fianco – 4:06 (testo: Saverio Grandi – musica: Vasco Rossi, Andrea Fornili, Gaetano Curreri) – 1998
16. Universi sommersi – 4:55 (testo: Saverio Grandi – musica: Bettina Baldassari, Gaetano Curreri) – 1998
17. Parole nel vento – 4:16 (testo: Saverio Grandi – musica: Saverio Grandi, Gaetano Curreri) – 2007

CD 2 - Pop Rock d'autore
1. Generazione di fenomeni – 5:00 (Saverio Grandi, Gaetano Curreri) – 1991
2. Chiedi chi erano i Beatles – 4:41 (testo: Norisso – musica: Gaetano Curreri) – 2003
3. Dammi 5 minuti – 5:03 (testo: Saverio Grandi – musica: Gaetano Curreri) – 1997
4. Puoi fidarti di me – 4:24 (testo: Luca Carboni – musica: Gaetano Curreri) – 1989
5. Un altro grande figlio di puttana (feat. J-Ax) – 4:24 (testo: Lucio Dalla, Gianfranco Baldazzi, Alessandro Aleotti – musica: Giovanni Pezzoli, Gaetano Curreri) – 2003
6. Graffiti – 4:30 (testo: Saverio Grandi – musica: Saverio Grandi, Gaetano Curreri) – 1992
7. Montagne russe – 4:41 (testo: Saverio Grandi – musica: Andrea Fornili, Gaetano Curreri) – 2002
8. Ti perdonerei – 4:14 (testo: Vasco Rossi – musica: Arturo Zitelli, Gaetano Curreri) – 1995
9. In paradiso con te (feat. Amal Murkus) – 4:49 (testo: Amal Murkus, Bettina Baldassari – musica: Bettina Baldassari) – 2000
10. Sei tutto quel che ho – 5:02 (testo: Michele Forlani, Gaetano Curreri – musica: Andrea Fornili, Gaetano Curreri) – 2002
11. Porno in tv (versione acustica) – 3:55 (testo: Lucio Dalla – musica: Gaetano Curreri) – 2006
12. La legge del dollaro – 4:23 (testo: Giacomo Esposito, Saverio Grandi – musica: Andrea Fornili, Saverio Grandi) – 2003
13. Equilibrio instabile – 5:18 (testo: Saverio Grandi – musica: Saverio Grandi, Gaetano Curreri) – 2003
14. Per la bandiera – 5:51 (testo: Francesco Guccini, Saverio Grandi – musica: Saverio Grandi, Gaetano Curreri) – 1992
15. Ci sarà – 4:31 (Ivano Fossati) – 1991
16. Banana Republic – 3:15 (testo: Francesco De Gregori – musica: Steve Goodman, Jim Rothermel) – 2003
17. ... E mi alzo sui pedali – 4:02 (testo: Giancarlo Bigazzi, Saverio Grandi, Gaetano Curreri – musica: Marco Falagiani) – 2007

CD 3 - Live
1. Stadio e Teresa Salgueiro – Guardami – 3:48 (testo: Saverio Grandi – musica: Saverio Grandi, Gaetano Curreri) – Inedito
2. Acqua e sapone – 5:00 (testo: Vasco Rossi – musica: Gaetano Curreri) – 2006
3. Bella più che mai – 5:49 (testo: Vasco Rossi – musica: Gaetano Curreri) – 2006
4. Ho bisogno di voi – 4:59 (testo: Saverio Grandi – musica: Saverio Grandi, Gaetano Curreri) – 1993
5. Stabiliamo un contatto – 4:19 (testo: Saverio Grandi – musica: Saverio Grandi, Gaetano Curreri) – 2006
6. Allo stadio – 1:59 (testo: Luca Carboni – musica: Gaetano Curreri) – 2006
7. Canzoni alla radio – 5:19 (testo: Luca Carboni – musica: Ricky Portera, Gaetano Curreri) – 1993
8. Dentro le scarpe – 4:34 (testo: Luca Carboni – musica: Gaetano Curreri) – 1993
9. La faccia delle donne – 5:54 (testo: Vasco Rossi, Ambrogio Lo Giudice – musica: Gaetano Curreri) – 1993
10. Swatch – 6:27 (testo: Francesco Guccini – musica: Andrea Fornili, Gaetano Curreri) – 2006
11. Un disperato bisogno d'amore – 3:01 (testo: Saverio Grandi – musica: Saverio Grandi, Gaetano Curreri) – 2006
12. Buona sorte – 4:07 (testo: Saverio Grandi – musica: Saverio Grandi, Gaetano Curreri) – 2006
13. Fine di un'estate – 4:13 (testo: Saverio Grandi – musica: Saverio Grandi, Gaetano Curreri) – 2006
14. ...E dimmi che non vuoi morire – 2:36 (testo: Vasco Rossi – musica: Roberto Ferri, Gaetano Curreri) – 2006
15. Un senso – 3:25 (testo: Vasco Rossi, Saverio Grandi, Gaetano Curreri – musica: Saverio Grandi, Gaetano Curreri) – 2006
16. Prima di partire per un lungo viaggio – 2:48 (testo: Vasco Rossi – musica: Roberto Drovandi, Gaetano Curreri) – 2006
17. Canzoni per parrucchiere – 5:23 (testo: Saverio Grandi – musica: Saverio Grandi, Gaetano Curreri) – 2006

## Formazione
- Gaetano Curreri – voce, tastiere (eccetto CD1: 1,4,9,12; CD2: 7,9,10)
- Andrea Fornili – chitarre (eccetto CD2: 4)
- Roberto Drovandi – basso (eccetto CD2: 1,4,15)
- Giovanni Pezzoli – batteria